# Wisteria (Baarn)
Villa Wisteria is een gemeentelijk monument aan de Prinses Marielaan 2 in het Rijksbeschermd gezicht Baarn - Prins Hendrikpark e.o. in Baarn in de provincie Utrecht.
Het pand ligt naast de spoorlijn en heeft doordat het in de bocht staat zicht op de Marielaan richting De Generaal. Het wit gepleisterde huis heeft een symmetrische voorgevel. Links daarvan is een serre en ook de ingang. De topgevel is aan de rechterzijde. Aan de achterzijde is een deel aangebouwd.